# Очна артерія
Очна́ арте́рія (лат. a. ophthalmica) — перша велика гілка внутрішньої сонної артерії, кровопостачає очне яблуко людини. Відгалужується від ВСА безпосередньо після проходження останньої в порожнину черепа.

## Гілки очної артерії
Разом з зоровим нервом знову виходить з черепа через зоровий канал в очну ямку і поділяється на наступні гілки:
- Слізна артерія (a. lacrimalis) до слізної залози
- Центральна артерія сітківки (a. centralis retinae) кровопостачає зоровий нерв і сітківку.
- Довгі гілки задньої циліарної артерії (longes rami a. ciliaris posterior) до кришталика і переднього сегменту ока
- Короткі гілки задньої циліарної артерії (breves rami a. ciliaris posterior) до заднього сегменту очного яблука
- Надорбітальна артерія (a. supraorbitalis) до лоба
- Надблокова артерія (a. supratrochlearis) до лоба
- Задня і передня решітчасті артерії (aa. ethmoidales anterior et posterior) до клітин решітчастих комірок
- М'язові артерії (aa. musculares) до м'язів ока
- Медіальні артерії повік (aa. palpebrales mediales) до верхньої і нижньої повіки
- Артерія спинки носа (a. dorsalis nasi) до спинки носа